# Instituto de Tecnologia Espacial
O Instituto de Tecnologia Espacial (Institute of Space Technology - IST - em urdu:  ادارہ خلائی ٹیکنالوجی‎  ) é uma universidade pública localizada em Islamabad, Paquistão. Está focado no estudo da astronomia, engenharia aeroespacial, engenharia aviônica e astronáutica.
Estabelecido em 2002 sob os auspícios da Agência Espacial Nacional do Paquistão (SUPARCO). O IST oferece uma ampla variedade de cursos de graduação e pós-graduação em parceria com a Beihang University e a University of Surrey. Desde 2008 que o IST dispõe de uma norma de gestão certificada pela ISO. O IST está localizado em um campus de 573 acres nos arredores de Islamabad. É uma das principais instituições classificadas pela Comissão de Ensino Superior. Inspeção, teste e caracterização de materiais, um workshop de três dias, foi organizado de 8 a 10 de março de 2022 no Departamento de Ciência e Engenharia de Materiais, (IST) Islamabad.

## ICUBE - Programa CubeSat
Em 21 de novembro de 2013, o Instituto de Tecnologia Espacial lançou o primeiro satélite Cubesat do Paquistão, ICUBE-1, a bordo do foguete Dnepr da base de lançamento de Yasny, na Rússia. O sinal podia ser captado na banda VHF. ICUBE-1 tinha uma massa de 1,1kg e tem um volume de 10cm3, abrigava diversos sensores para coleta de dados para fins científicos. O ICUBE-1 foi um satélite totalmente autónomo e capaz de manter a sua saúde através do seu computador de bordo. O ICUBE-1 abriu um leque de possibilidades  de experimentos futuros que puderam ser realizados no Cubesat no domínio da imagem, microgravidade, biologia, nanotecnologia, dinâmica espacial, química, física espacial e vários outros campos.
Atualmente o IST concluiu o lançamento do CubeSat lunar ICUBE-Q em colaboração com a Shanghai Jiao Tong University China. No dia 3 de maio de 2024, O ICUBE-Q foi lançado no foguete Longa Marcha 5 do Centro de Lançamento Espacial de Wenchang, junto com a missão chinesa Chang'e 6. O satélite foi liberado na orbital lunar às 08:14 UTC em 8 de maio de 2024 e foi submetido a testes nos primeiros dias. O satélite transmitiu à Terra as suas primeiras imagens em 11 de maio de 2024, captadas a uma distância de 200 quilômetros da Lua.

## Acadêmicos

### Programas de graduação
As disciplinas e os programas de graduação oferecidos pelo IST são apresentados a seguir. A duração normal dos programas de graduação BS e MS/M Phil é de 4 e 2 anos, respectivamente.
| Disciplina                        | Programa de graduação | Programa de graduação | Programa de graduação |
| Disciplina                        | BS / SER              | MS/M Phil,            | Ph.D.                 |
| --------------------------------- | --------------------- | --------------------- | --------------------- |
| Engenharia aeroespacial           | Sim                   | Sim                   | Sim                   |
| Engenharia Aviônica               | Sim                   |                       |                       |
| Engenharia elétrica               | Sim                   | Sim                   | Sim                   |
| Ciência e Engenharia de Materiais | Sim                   | Sim                   | Sim                   |
| Engenharia Mecânica               | Sim                   | Sim                   | Sim                   |
| Ciência da Computação             | Sim                   | Sim                   |                       |
| Ciência Espacial                  | Sim                   | Sim                   | Sim                   |
| Matemática                        | Sim                   | Sim                   | Sim                   |
| Física                            | Sim                   |                       |                       |

### Departamentos
Atualmente, o instituto possui os seguintes Departamentos:
- Aeronáutica e Astronáutica[15]
- Engenharia Elétrica[16]
- Matemática Aplicada e Estatística[17]
- Ciência e Engenharia de Materiais[18]
- Engenharia Mecânica[19]
- Ciência Espacial[20]
- Centro Nacional de Sensoriamento Remoto e Geoinformática[21]
- Humanidades e Ciências[22]
- Engenharia Aviônica[23]

## Eventos anuais
- Carnaval Juvenil do IST (AIJ): Esse evento era um chamado de "Desafio Interuniversitário de Todo o Paquistão", que inclui várias competições extracurriculares, como teatro, curta-metragem e Batalha das Bandas.[24][25]

- Semana Mundial do Espaço.[26]: O IST, em colaboração com a Agência Espacial Nacional (SUPARCO), comunica ao público os benefícios da Tecnologia Espacial durante a semana do espaço, com passeios, palestras, seminários, quiz espacial, concursos de pôsteres, cinema espacial e um concerto musical.

- Festival Cultural: O Festival Cultural é um evento único de dois dias realizado no IST em junho de 2022.

## Links externos
- Site oficial do IST